# MTV Unplugged

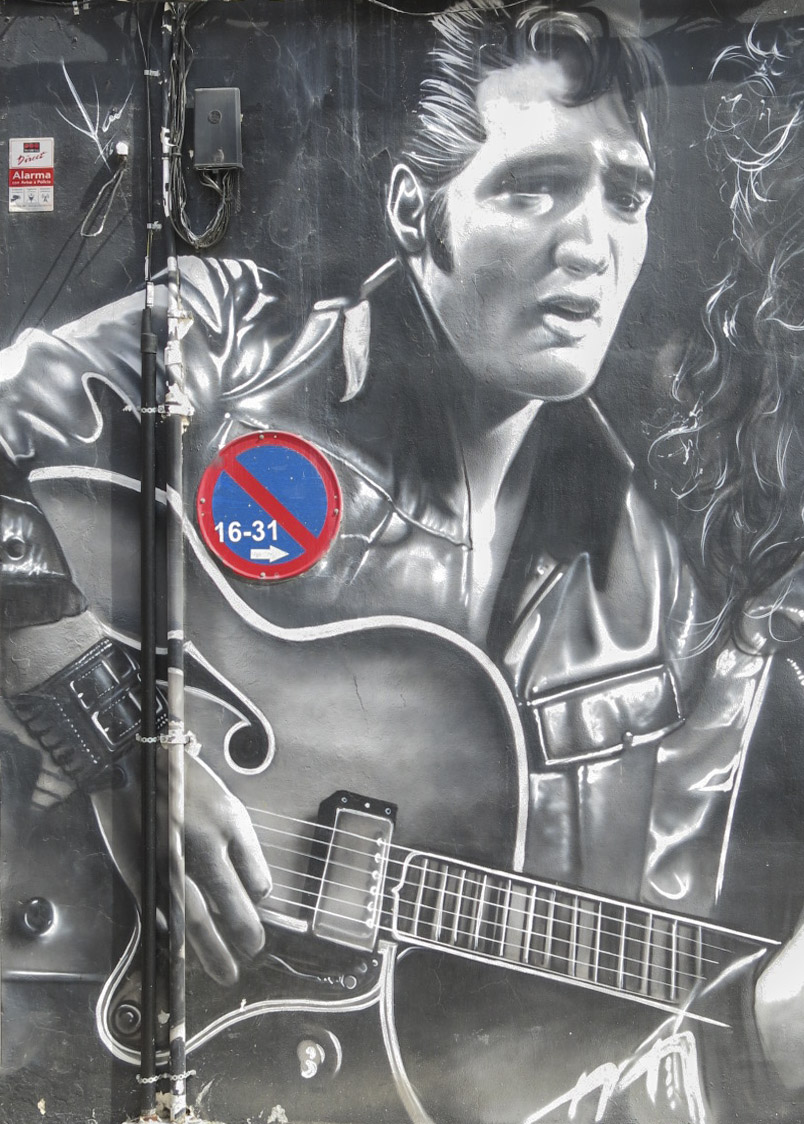
Graffitti de Elvis Presley durante un segmento de su show televisivo de 1968

El MTV Unplugged (en español "MTV Desenchufado") son pequeñas series de conciertos organizados por el canal de televisión estadounidense MTV.
La serie tuvo especial auge en la década de los 90, y sirvió como un vehículo para consagrar a los artistas del momento así como también para revitalizar las carreras de los grandes intérpretes ya consagrados. Este formato, que tuvo su antecedente con Elvis Presley y su show televisivo de la NBC de 1968, donde uno de los segmentos del programa consistió en una improvisación musical acústica que es considerada como el primer unplugged de la historia  y que fuera popularizado como actualmente se lo conoce a partir de 1989, ha causado mucha atracción al público, ya que en cada concierto se muestran distintos tipos de instrumentos nuevos que ayudan a obtener una muy buena resonancia y arreglos musicales.

## El término "Unplugged"
El término se ha referido a la música que se interpreta con instrumentos acústicos, que se pueden tocar sin electricidad, por ejemplo, guitarra acústica, contrabajo o piano tradicional, aunque está permitido el uso de micrófonos externos. Pese a la etimología del término en inglés, existen excepciones en cuanto a la desconectividad de los instrumentos. Por ejemplo, en la mayoría de los casos, el bajo se amplifica con cable plug como fue en el caso de alguno de los shows de Nirvana o también de manera inalámbrica como en el recital de Café Tacvba; y a veces se usa un Órgano Hammond. En los últimos años se han incluido secciones de cuerdas (violín, chelo) y vientos (metales).

### Antecedentes en la historia
En 1968 Elvis Presley realizó un programa especial para Navidad, conocido popularmente como "68 Come Back Special" que marcó su regreso a la escena musical tras varios años de dedicarse a la actuación en Hollywood.
El productor Steve Binder y el propio Elvis obviaron varias estipulaciones en el contrato, como por ejemplo la de que no hubiese público presente. Binder había sido contratado por Parker, el mánager de Elvis el cual pretendía realizar un especial de Navidad en el que Elvis cantase villancicos. Binder no estuvo de acuerdo sin antes hablarlo con Elvis, quien se involucró en el proyecto activamente.
Binder quiso mostrar a un Elvis volviendo a sus raíces, al blues, al góspel, a las sesiones con músicos improvisadas que Elvis había tenido en sus comienzos. Durante el programa hubo un segmento informal donde Elvis tocó frente a una pequeña audiencia, sentado junto a algunos de sus antiguos músicos como el guitarrista Scotty Moore, D.J. Fontana, Charlie Hodge y Alan E. Fortas. Este segmento es considerado el primer unplugged de la historia. La idea de esa improvisación surgió debido a que en el tiempo en que Elvis se encontró rodando el show de la NBC, él prácticamente se había mudado a vivir dentro de uno de los camerinos del estudio. Cuando terminaban los primeros ensayos y la mayoría del personal se retiraba, Elvis y algunos de sus amigos solían ir al bastidor donde se alojaba Elvis e improvisaban allí una jam session. Steve Binder quedó fascinado con esas sesiones informales, a las que consideró aún mejores que lo que se estaba grabando hasta el momento en el estudio, quiso que Elvis recrease esas mismas improvisaciones dentro del show.
Durante dicho segmento musical Elvis y Charlie Hodge comenzaron tocando con guitarras acústicas amplificadas exteriormente con micrófonos. El baterista DJ Fontana uilizó como percusión un estuche de madera de guitarra golpeado mediante palillos de batería conjuntamente con Alan Fortas que utilizó la caja de una guitarra acústica para golpearla a modo de bongó y Lance Legault acompañó tocando una pandereta.  .Solo la guitarra de Scotty Moore, una Gibson 1963 Super 400 CES de caja  estuvo conectada, la cual intercambión con Elvis luego de los primeros temas. 
Si bien en el show que se presentó para la televisión el 3 de diciembre de 1968, solo se incluyó algo de esa improvisación, el material fue utilizado más tarde como un homenaje a Elvis en un nuevo documental titulado "One night with you", editado en 1985.

## Origen del show

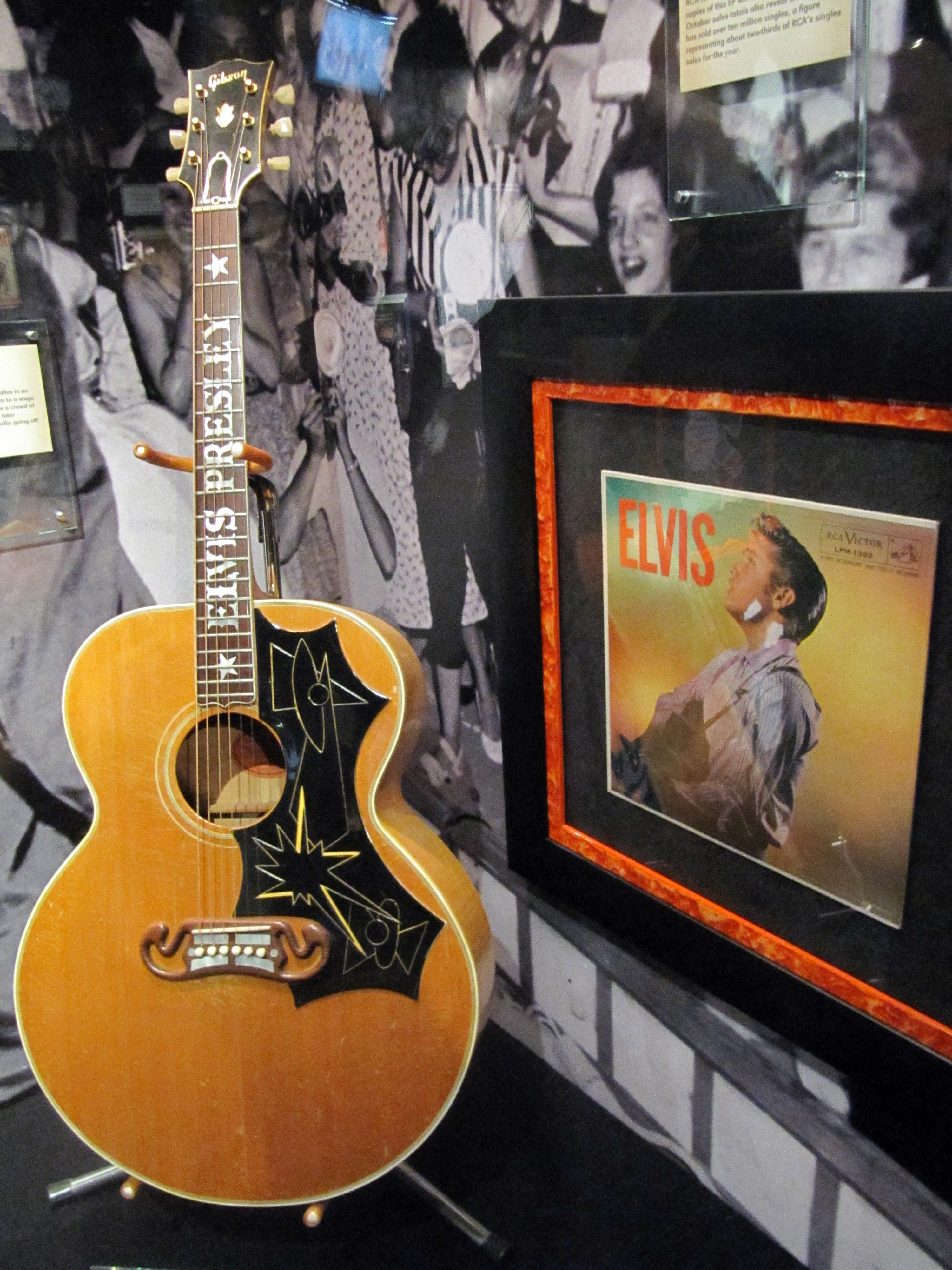
Guitarra acústica Gibson J-200 usada por Elvis durante el evento televisivo de 1968

El programa de MTV bajo el título actualmente conocido como Unplugged, fue creado por los productores Robert Small y Jim Burns. 
El compositor Jules Shear fue el anfitrión de los primeros 13 episodios. El programa piloto y los primeros siete episodios fueron producidos por Bruce Leddy, lo cual después el productor asociado Alex Coletti se hizo cargo del resto de la serie. Después de los primeros 13 episodios, se eliminó la figura del anfitrión. El programa fue producido por Viacom y fue dirigido con mayor frecuencia por Milton Lage y Beth McCarthy (esta última había sido reconocida por dirigir el programa Saturday Night Live por varias temporadas).
Aunque el episodio piloto de la serie se grabó el 16 de mayo de 1989 y tuvo como invitado al grupo XTC, el primer episodio oficial de MTV Unplugged se estrenó el 26 de noviembre de ese mismo año y contó con la participación de la banda Squeeze, la cantante Syd Straw y el músico Elliot Easton. 
Hay quienes afirman que el formato unplugged se originó, tras la presentación de Jon Bon Jovi y Richie Sambora de Bon Jovi en los MTV Video Music Awards de 1989, tocando Livin' On A Prayer & Wanted Dead Or Alive utilizando guitarras electroacústicas de 6 y 12 cuerdas, respectivamente. Sin embargo, la cadena nunca corroboró tal información.

### Éxito y consagración del formato
Dos grabaciones fueron claves para el impulso de esta serie: el disco Unplugged (The Official Bootleg) de Paul McCartney en 1991 y el Unplugged de Eric Clapton, editado al año siguiente. El éxito del primero afianzó la permanencia de la serie; la segunda grabación fue la más vendida en la larga carrera de Clapton y lo hizo acreedor de dos premios Grammy. Con menos reconocimiento masivo pero con una gran calidad interpretativa, el mismo año 1991 tomaron parte de las sesiones unplugged de MTV la banda de Seattle Queensrÿche, la calidad de sus músicos (Chris De Garmo en guitarra, Geoff Tate en voces) marcaron un aliciente para que bandas con sonido "heavy" también interpretaran sus temas desenchufados, Queensrÿche se convirtió en uno de los pioneros y junto a Nirvana y Alice In Chains, son considerados por muchos de la escena roquera alternativa como los tres mejores MTV unplugged.

## Momentos relevantes
Uno de los unplugged más extraños fue el de la mítica banda The Cure, ya que en su ambientación se podía apreciar velas, cojines y un ambiente tétrico. En ese momento la banda se encontraba en la cima de su carrera.
El 13 de mayo de 1992 se transmitió el Unplugged de Pearl Jam, derivado del gran éxito de la banda y no obstante de contar con solo un disco de estudio. El Unplugged pasó a ser un "Ten" en acústico que incluyó, además, "State of Love and Trust", demo que quedó fuera del mismo disco; y la legendaria "Rockin' in the Free World" de Neil Young. Nunca se editó en video por problemas con MTV y no fue hasta el 2009 que se tuvo acceso a él, al ser incluido en "Ten Deluxe Edition".
En 1992, Mariah Carey es la primera intérprete femenina en realizar un concierto acústico en vivo, en el programa especial MTV Unplugged. En el mismo demostró que las capacidades excepcionales de su voz eran reales. Además de interpretar temas de sus dos anteriores álbumes de estudio, hizo dueto con Trey Lorenz, uno de sus coristas, para versionar el clásico de The Jackson 5 "I'll Be There".
El 9 de enero de 1993, el dúo sueco Roxette se convirtió en la primera banda no-anglosajona en grabar un unplugged para MTV, en una sesión realizada en el mítico Cirkus de Estocolmo y emitida durante el Roxette Weekend de MTV los días 20 y 21 de febrero.

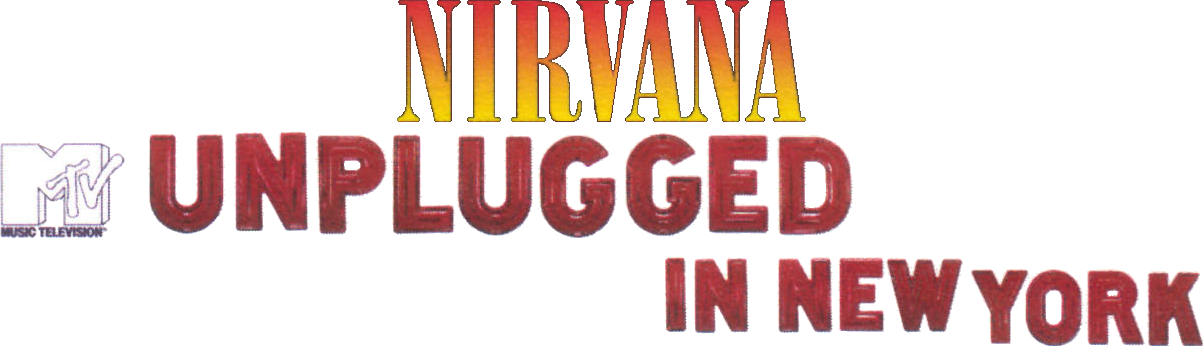
Logo del MTV Nirvana unplugged

El MTV Unplugged de Nirvana, grabado el 18 de noviembre de 1993, fue una de las últimas apariciones televisadas de la banda, antes de la muerte del cantante y guitarrista Kurt Cobain, ocurrida en abril de 1994. El show consistió en interpretar maquetas musicales de temas propios, poco conocidos, en su mayoría y covers de otros intérpretes como The Vaselines, Meat Puppets, David Bowie y Leadbelly. Este fue un contraste sobre los demás conciertos Unplugged considerándose hasta el día de hoy, según los críticos como el show acústico más popular en la historia del programa de MTV.
En agosto de 1996, el grupo Kiss se presentó en MTV Unplugged con sus integrantes originales, reunidos por primera vez en más de una década. Fue tal el éxito de su actuación, que decidieron iniciar una gira mundial (una de las más rentables de la década) retomando su mítico maquillaje.
En agosto de 1996, la banda británica Oasis fue invitada a participar de la serie de conciertos acústicos de la cadena. Sin embargo, el vocalista Liam Gallagher no se presentó en el escenario, alegando dolor de garganta; su hermano Noel tomó su lugar durante el concierto. Esto provocó un nuevo roce entre ambos y surgieron rumores de separación, los cuales ellos mismos se encargaron de esclarecer.
En 1996 la banda grunge Alice In Chains eligió la serie para dar su último concierto. Aunque el vocalista Layne Staley estaba en malas condiciones, por la adicción a la heroína, hizo una sorprendente actuación con el grupo. La banda finalizó el concierto con dos canciones: "Over Now" y "The Killer is Me".
El 26 de septiembre de 1997, el cantante canadiense Bryan Adams se presentó en el Hammerstein Ballroom en Nueva York, acompañado por el gaitero Davy Spillane y Michael Kamen quien escribió las composiciones orquestales para muchas de las canciones y llevó a los estudiantes de la Juilliard School para tocar con ellos.

Entre 2001 y 2006, los shows acústicos de la cadena se graban en los estudios de MTV de Times Square en Nueva York bajo el título Unplugged 2.0. Siendo así la banda estadounidense R.E.M. en ser los primeros en realizar el concierto por segunda ocasión en 2001, luego de que fueran invitados por primera vez, diez años atrás. Para este formato 2.0 fueron invitados posteriormente la banda estadounidense Staind, la cantante Lauryn Hill, el rapero Jay Z, la banda Dashboard Confessional, la banda de nu-metal Korn, entre otros.

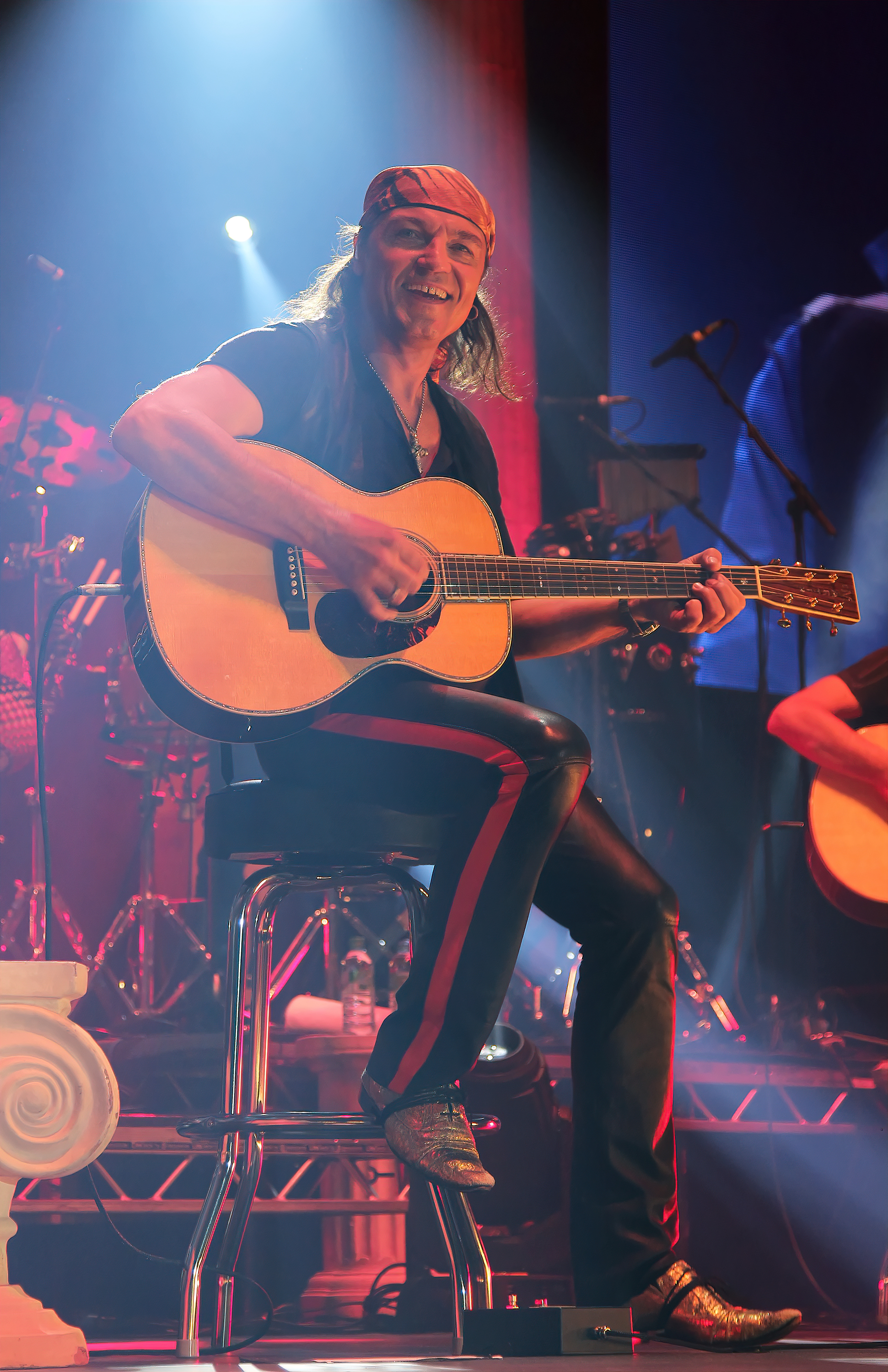
Scorpions unplugged MTV, abril de 2014

En 2013, la banda alemana Scorpions, realizó una serie de conciertos al estilo MTV Unplugged con motivo de su retiro.
En 2014, la cantante estadounidense Miley Cyrus realizó un dueto calificado como "legendario" con Madonna. Ambas cantantes iban vestidas de vaqueras e interpretaron un "mashup" de sus éxitos «We Can't Stop» y «Don't Tell Me». A pesar de esto, el show fue considerado por algunos medios como el peor unplugged.

## MTV Unplugged en Español
MTV estrenó su señal propia para Latinoamérica el 1 de octubre de 1993 desde sus estudios en Miami, Florida. A partir de ese momento los artistas hispanos más importantes del momento tuvieron en MTV Latino (llamado así para entonces) una gran oportunidad de dar a conocer sus éxitos, sus nuevos proyectos musicales y el programa Unplugged fue la excusa perfecta para ello.
El 5 de mayo de 1994, Los Fabulosos Cadillacs fue la primera banda de habla hispana en realizar un MTV Unplugged en los estudios de MTV en Miami (Florida). En junio de 1994, Caifanes interpreta sus canciones, siendo el primer grupo mexicano y el segundo latinoamericano. Aun siendo un unplugged, al igual que Los Fabulosos Cadillacs, tocaron sus canciones de la forma eléctrica.
En mayo de 1995, Charly García deslumbra con su calidad musical en los estudios de MTV en Miami, tocando sus inolvidables canciones. De esta sesión sale el primer CD de un MTV Unplugged de la filial latinoamericana.
En septiembre de 1995, la banda chilena Los Tres instrumentaliza dos "cuecas" (canto y baile típico de varios países de Sudamérica) y un foxtrot al final de la presentación y declara su aversión a las dictaduras militares de América Latina. Este es uno de los pocos conciertos totalmente desenchufados que se han hecho. Esta fue la primera banda chilena en realizar un MTV Unplugged.
En 1996, Soda Stereo rompe toda barra 'acústica' al hacer un desenchufado totalmente opuesto al tradicional, incluyendo más instrumentos eléctricos que acústicos y más efectos que en sus canciones originales. Al parecer fue un acuerdo entre Soda y MTV, poniendo como condición que debían usar instrumentos eléctricos. Sólo se tocaron cuatro canciones en formato 'Unplugged'. De este concierto se desprende el álbum "Comfort y música para volar" que muestra la sílaba 'un' (de 'Unplugged') tachada, quedando sólo 'Plugged' (enchufado).
Ninja Mental MTV Unplugged, de Illya Kuryaki & The Valderramas, grabado el 20 de abril de 1996, demostró la calidad del sonido en vivo que demostró tener esta banda. Después de su exitoso disco Chaco, hicieron versiones diferentes de temas muy conocidos e incluyeron dos nuevas canciones ("Ninja Mental" y "Lo primal del Viento"). Ese año fueron escogidos como mejor grupo de América Latina por la cadena MTV Latinoamérica.
El 29 de octubre de 1997 el argentino Luis Alberto Spinetta realizó el recital unplugged de su extensa obra, acompañado por los Socios del Desierto, el Mono Fontana, Rodolfo García, Nico Cota y arreglos orquestales de Carlos Franzetti. El disco grabado del concierto se tituló Estrelicia (MTV Unplugged). En ese mismo año, la banda Aterciopelados grabó su primer MTV Unplugged siendo la primera banda colombiana realizar este show acústico. Si bien no fue lanzado en CD ni en DVD, la versión acústica de su canción más exitosa "Bolero Falaz" está disponible en el álbum "Lo mejor de MTV Unplugged". 
En 1999, se graba en Nueva York, el MTV Unplugged de la colombiana Shakira. Posteriormente en 2000 sale a la venta en CD y DVD. El programa tuvo tanto éxito que se convirtió en la primera presentación acústica en español transmitida por MTV en Estados Unidos, y luego a través de varias redes europeas. El álbum fue el primer MTV Unplugged Latino en ganar el premio Grammy en la categoría "Best Latin Pop Album". En ese mismo año, la banda mexicana Maná presentó su MTV Unplugged interpretando sus mejores canciones, entre ellas, el cover de Se Me Olvidó Otra Vez, del cantante Juan Gabriel, además de que fue el primer MTV Unplugged en ser editado en formato DVD.
En 2001, la banda chilena La Ley, compuesta por Beto Cuevas, Pedro Frugone y Mauricio Clavería, son invitados a hacer su sesión Unplugged en el Miami Broadcast Center (MBC), concierto en donde dicha banda pone a prueba su gran calidad musical así como su capacidad de hacer arreglos en las canciones que los llevaron a ser reconocidos a nivel internacional. Las grandes interpretaciones de Beto Cuevas como «Mentira», «Día cero», «Aquí», «Fuera de mí», «El Duelo» (a dúo con Ely Guerra) y «Al final», llevaron a hacer memorable este concierto.
En 2004, el show acústico del cantante argentino Diego Torres se convierte en el primer MTV Unplugged de la cadena televisiva realizado fuera de Estados Unidos, donde se venía haciendo desde sus comienzos. Grabado en Buenos Aires (Argentina) en marzo de ese año, el concierto contó con la participación de Julieta Venegas, Vicentico, La Chilinga y el artista argentino de beatbox, Miguelius.
En 2006, Ricky Martin lanzó su disco MTV Unplugged, producido por la discográfica Sony BMG Norte, fue grabado en el Bank United Center de la Universidad de Miami, siendo el primer y único puertorriqueño en lanzar un MTV Unplugged. Fue un éxito fulgurante, vendió más de 2,000,000 de copias, recibió reseñas muy positivas y fue galardonado con varios premios, entre ellos dos Grammy Latinos. Contó con la participación del cantante Tommy Torres y de Lamari de la banda Chambao en la canción Tu Recuerdo.
En 2008, Julieta Venegas al realizar el primer unplugged grabado en México, demuestra la gran capacidad multiinstrumental femenina, ya que una buena parte de su acompañamiento lo realizaron mujeres tocando tres o más instrumentos musicales. Contó con las participaciones de Natalia Lafourcade, Cecilia Bastida, Mariana Baraj, entre otras. Además de contar con un arreglo espectacular de luces y escenografía. Para ese mismo año, se edita un álbum recopilatorio titulado "Lo mejor de MTV Unplugged"; en el que se incluyeron 3 temas, hasta ese momento inéditos: «Matador» de Los Fabulosos Cadillacs, «Kumbala» de Maldita Vecindad y los Hijos del Quinto Patio y «Bolero Falaz» de Aterciopelados. Esta recopilación no incluye a las presentaciones que Illya Kuryaki and the Valderramas y Julieta Venegas, realizaran bajo este formato musical; pero si los temas «Afuera» de Caifanes y «Miedo» de Lenine.
En 2010 se estrena el álbum en vivo Panda MTV Unplugged de la banda mexicana de rock alternativo Panda, que fue lanzado el 23 de noviembre de 2010. El álbum con 13 temas, muestra otra faceta de la banda, siendo grabado totalmente en acústico, el 6 de octubre del mismo año en los Estudios Churubusco de la Ciudad de México. La canción «Sistema sanguíneo fallido», cuenta con la colaboración de la cantante Denisse Guerrero, líder del grupo de synth-pop Belanova. En este MTV Unplugged, hay 2 cóvers «El Monstruo Comeastronautas» y «Hombre de Lata», composiciones originales de Rodrigo "Bucho" Monfort, un viejo amigo de la banda. Fue transmitido el viernes 26 de noviembre de 2010, por el canal de videos MTV (Latinoamérica) a las 8:30 PM, 3 días después del lanzamiento del álbum.
En 2010, la banda mexicana Zoé grabó su concierto —posteriormente publicado como MTV Unplugged/Música de fondo— en el estudio Churubusco con las participaciones del mexicano Chetes, Sánchez Dub, Denisse Lo Blondo, de la banda Hello Seahorse!, Enrique Bunbury y Adrian Dargelos del grupo argentino Babasonicos. Interpretaron éxitos de su carrera musical como Luna, Vía Láctea y Nada, además de dos nuevos temas, Labios rotos y Bésame mucho.
También en 2010 la banda Camila grabó su primer MTV Unplugged, que fue realizado por el canal MTV Tr3s. Este MTV Unplugged no fue lanzado en DVD ni CD.
A principios de 2011, Los Tigres del Norte se convierten en el primer grupo de música regional mexicana en grabar un show acústico para la cadena. Bajo el título MTV tr3s presents MTV Unplugged: Los Tigres del Norte and Friends el show fue grabado ante una audiencia en vivo en el Hollywood Palladium en Los Ángeles, California, el 8 de febrero de ese año. El concierto tuvo como invitados a Andrés Calamaro, Residente el vocalista del grupo puertorriqueño Calle 13, el exvocalista de Rage Against The Machine Zack de la Rocha, Juanes, Paulina Rubio y Diego Torres. Otras ediciones del mismo álbum contienen los siguientes bonus track: «La Camioneta Gris», en Deluxe Edition y en la edición para Venezuela, «A Ti Madrecita».
En 2012, el cantante Juanes fue el tercer artista colombiano en grabar su MTV Unplugged, que fue transmitido por el canal MTV Tr3s y producido por el cantante dominicano Juan Luis Guerra. Cuenta con las participaciones de Paula Fernandes y Joaquín Sabina.
En 2014, el grupo Kinky realizó la grabación de su MTV Unplugged en los Estudios Churubusco de la Ciudad de México. En la grabación colaboraron Carla Morrison, La Mala Rodríguez, entre otros. El disco no fue del todo acústico ya que usaron algunos sintetizadores de computadora y teclados electrónicos.
En ese mismo año, el cantante de música regional mexicana Pepe Aguilar realizó su MTV Unplugged y contó con invitados como Miguel Bosé, Amandititita, sus hijos Leonardo y Ángela, el vocalista de la banda Caifanes, Saúl Hernández, Natalia Lafourcade, entre otros. Aguilar sería el primer solista del género regional mexicano en grabar el acústico para MTV.
En 2017, el cantante mexicano Emmanuel es el artista número 30 en realizar un MTV Unplugged para Latinoamérica, denominado "Con el Alma Desnuda". Dicho material se grabó en el icónico Fronton México en la Ciudad de México. Contó con grandes amigos, como su hijo Alexander Acha interpretando "Es mi Mujer", el cantante urbano venezolano Nacho en "No he podido Verte, la española Ana Torroja en "Hay que arrimar el alma", la banda regiomontana Kinky en "Quiero Dormir cansado" y su compañero y amigo de gira, Mijares en "Toda la vida". El show también tuvo como invitado al mexicano Julión Alvarez en "Esa triste guitarra". Aunque dicha versión no ha salido a la luz debido a los problemas legales del cantante chiapaneco. 
El concierto de Enrique Bunbury (2015) al igual que el de Kinky y algunos otros artistas que recientemente han grabado un MTV Unplugged no son del todo acústicos ya que se utilizaron sintetizadores y guitarras eléctricas, lo que deja ver que la serie de MTV Unplugged ha cambiado y ahora los artistas se enfocan más en realizar un cambio a las versiones previas de sus composiciones y no tanto en una versión acústica. Bunbury fue el segundo cantante español en realizar un MTV Unplugged.
El grupo mexicano Café Tacvba hace historia al ser el primer artista latinoamericano en grabar dos conciertos MTV Unplugged. El primero fue grabado en mayo de 1995 en Miami, que hasta hoy es de los más recordados de la cadena. Además de temas de sus dos primeros discos, realizan con la versión de Una mañana, del cantante José José, entre varios otros momentos singulares. El disco de esta presentación en vivo no vio la luz hasta 10 años después, en 2005, cuando también se editó en formato DVD. El segundo MTV Unplugged fue grabado en la Ciudad de México, en marzo de 2019, conmemorando los 30 años de existencia del grupo, siendo recordado por las versiones de sus posteriores canciones, combinados con sonidos de orquesta. Para esta ocasión, contaron con las participaciones de la colombiana Catalina García líder de la banda Monsieur Periné, el estadounidense David Byrne, así como la de Gustavo Santaolalla, quien también participó en el primer concierto.
En octubre de 2020 la banda Fobia graba su MTV Unplugged, siendo el primero sin público debido a la Pandemia de COVID-19. 
En octubre de 2024, luego de 4 años del último Unplugged realizado, la banda chilena Los Bunkers graba su MTV Unplugged. Este es el primer Unplugged grabado en Chile. Realizado en los estudios de Chilevisión (Paramount Global - Chile), y además contando con un primer estreno el día 12 de Diciembre en salas de cine y posterior estreno en el canal de televisión una semana después.

### Shows cancelados o pospuestos
No todos los Unplugged de MTV Latinoamérica se han podido llevar a cabo en su momento. La banda chilena La Ley, que realizó el show en 2001, ya había sido invitada a realizar su concierto acústico en 1994, sin embargo el trágico deceso de su guitarrista Andrés Bobe ese año hizo que el proyecto se cancelara. De la misma manera, el cantante español Miguel Bosé había sido invitado para realizar el Unplugged en 1997, pero por quebrantos de salud del cantante, el proyecto se canceló. No fue sino hasta 19 años después, en 2016, que se concretaría el evento. En 2001, el también español Alejandro Sanz tenía previsto grabar su MTV Unplugged el 14 de septiembre de ese año, pero debido a los atentados terroristas del 11 de septiembre en Estados Unidos, el show se tuvo que posponer, para ser grabado finalmente el 2 de octubre de ese mismo año en Miami. Sanz fue el primer artista español en grabar un MTV Unplugged en Latinoamérica.

## Artistas que grabaron un MTV Unplugged
- Die Ärzte
- Cro
- Gentleman
- Herbert Grönemeyer
- Scorpions
- Sido
- Söhne Mannheims
- Sportfreunde Stiller
- Die Toten Hosen
- Los Fabulosos Cadillacs
- Charly García
- Illya Kuryaki and the Valderramas
- Soda Stereo
- Luis Alberto Spinetta
- Ratones Paranoicos
- Diego Torres
- Los Auténticos Decadentes
- The Church
- Midnight Oil
- Andreas Gabalier
- Roberto Carlos
- Capital Inicial
- Cássia Eller
- Gilberto Gil
- Rita Lee
- Legião Urbana
- Zeca Pagodinho
- Os Paralamas do Sucesso
- Sandy & Junior
- Jorge Ben Jor
- Lenine
- Bryan Adams
- k.d. lang
- Shawn Mendes
- Alanis Morissette
- Neil Young
- Three Days Grace
- La Ley
- Los Bunkers
- Los Tres
- Aterciopelados
- Juanes
- Shakira
- BTS
- F.T. ISLAND
- Miguel Bosé
- Enrique Bunbury
- Héroes del Silencio
- Alejandro Sanz
- Maxwell
- Erykah Badu
- 10,000 Maniacs
- 30 Seconds to Mars
- Aerosmith
- Alice in Chains
- All Time Low
- Tori Amos
- Fiona Apple
- Tony Bennett
- Mary J. Blige
- Bon Jovi
- Mariah Carey
- Sheryl Crow
- Miley Cyrus
- Dashboard Confessional
- Bob Dylan
- Lauryn Hill
- Hole
- Hootie & The Blowfish
- Incubus
- Indigo Girls
- Chris Isaak
- Jay-z
- Jewel
- Alicia Keys
- Kiss
- Korn
- Lenny Kravitz
- Live
- LL Cool J
- John Mellencamp
- Metallica
- Nirvana
- Paramore
- Pearl Jam
- Katy Perry
- Poison
- Queensrÿche
- Ratt
- R.E.M.
- Joe Satriani
- Silversun Pickups
- Paul Simon
- The Smithereens
- Bruce Springsteen
- Staind
- Stone Temple Pilots
- Syd Straw
- Trey Songz
- Vampire Weekend
- Vixen
- Stevie Ray Vaughan
- Winger
- Lil Wayne
- The Wallflowers
- Twenty One Pilots
- Phoenix
- Colonial Cousins
- The Corrs
- The Cranberries
- Sinéad O'Connor
- Björk
- Alex Britti
- Giorgia
- Ayaka
- Ken Hirai
- Gesu no Kiwami Otome
- Miliyah Kato
- Momoiro Clover Z
- Salyu
- Hikaru Utada
- Vamps
- Nana Mizuki
- Little Glee Monster
- Beni Arashiro
- LoveLive! Superstar!! Liella!
- Erika Ikuta
- Chara
- Kanna Nishino
- Mika Nakashima
- Weaver
- Hideaki Tokunaga
- Kyoko Saito
- Pepe Aguilar
- Café Tacvba
- Caifanes
- Camila
- Emmanuel
- Fobia
- Kinky
- Maldita Vecindad y los Hijos del Quinto Patio
- Maná
- Molotov
- Panda
- Santa Sabina
- Los Tigres del Norte
- El Tri
- Julieta Venegas
- Zoé
- Maala
- A-ha
- Ricky Martin
- Margaret
- Biffy Clyro
- Eric Clapton
- Joe Cocker
- Phil Collins
- The Cure
- Duran Duran
- Florence and the Machine
- Elton John
- Annie Lennox
- Paul McCartney
- George Michael
- Oasis
- Liam Gallagher
- Page & Plant
- Placebo
- Seal
- Rod Stewart
- Sting
- Polina Gagárina
- Splean
- Mando Diao
- Roxette
- Maruv